# Reuteria querci
Reuteria querci är en insektsart som beskrevs av Knight 1939. Reuteria querci ingår i släktet Reuteria och familjen ängsskinnbaggar. Inga underarter finns listade i Catalogue of Life.